# Заслуженный тренер СССР

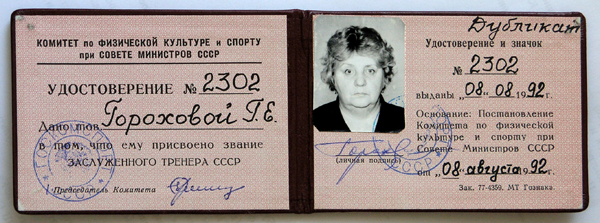
Дубликат удостоверения к званию, выданный в 1992 году Галине Гороховой

«Заслуженный тренер СССР» (стандартное сокращение в спортивной справочной литературе — ЗТ СССР) — почётное спортивное звание, присваивавшееся в 1956—1992 годах. В 1956—1991 годах звание присваивалось наиболее отличившимся советским тренерам (до этого за тренерские достижения присваивалось звание «заслуженный мастер спорта СССР»), в 1992 году — тренерам за достижения их воспитанников в составе Объединённой команды.

## История

### Предыстория
В 1934 году было учреждено звание «заслуженный мастер спорта» (ЗМС), которое до середины 1950-х годов могло быть присвоено не только спортсменам, но и по совокупности всех заслуг в спорте, включая и тренерские.

### Учреждение звания (1956)
Звание было учреждено 24 марта 1956 года Главным управлением по физической культуре и спорту при Министерстве здравоохранения СССР (в то время — высший орган по управлению спортом в СССР) В постановлении, опубликованном в газете «Советский спорт» 31 марта 1956 года, говорилось:

Звание «присваивается тренерам, добившимся выдающихся успехов в воспитании и подготовке мастеров спорта, чемпионов и рекордсменов СССР, Европы и мира, а также за плодотворную многолетнюю деятельность по подготовке квалифицированных спортсменов, разработку передовых методов обучения и тренировки и активное участие в общественной жизни.»

Во исполнение этого постановления был издан приказ начальника Главного управления.
1. В целях стимулирования работы лучших тренеров, добившихся выдающихся успехов в воспитании и подготовке мастеров спорта, рекордсменов и чемпионов СССР, Европы и мира, а также за многолетнюю педагогическую деятельность по подготовке квалифицированных спортсменов установить звание «Заслуженный тренер СССР».
2. Утвердить Положение о звании «Заслуженный тренер СССР» согласно приложению.

Приложение 

 к Приказу 

 от 24 марта 1956 г. № 84
1. Звание «Заслуженный тренер СССР» присваивается Комитетом по физической культуре и спорту при Совете Министров СССР тренерам по спорту:
а) добившимся выдающихся успехов в воспитании и подготовке мастеров спорта, чемпионов и рекордсменов СССР, Европы и мира;
б) за плодотворную многолетнюю деятельность по подготовке квалифицированных спортсменов, разработку передовых методов обучения и тренировки и активное участие в общественной жизни.
2. Звание «Заслуженный тренер СССР» является почётным пожизненным званием.
3. Рассмотрение кандидатур на присвоение звания «Заслуженный тренер СССР» производится Комитетом по физической культуре и спорту при Совете Министров СССР по представлению комитетов по физической культуре и спорту союзных республик, г.г. Москвы, Ленинграда, добровольных спортивных обществ, министерств, ведомств и соответствующих спортивных секций.
4. Лицам, которым присваивается звание «Заслуженный тренер СССР», выдаётся нагрудный знак и удостоверение.

### 1956—1992
Список первых заслуженных тренеров СССР был опубликован в газете «Советский спорт» 7 августа 1956 года, в период проведения финальных соревнований I Спартакиады народов СССР; в него вошли 53 тренера в 18 видах спорта. Удостоверение и значок № 1 получил легкоатлетический тренер Виктор Ильич Алексеев, заслуженный мастер спорта (1942), подготовивший несколько известных метателей, в том числе олимпийскую чемпионку 1952 года Галину Зыбину. Впоследствии В. И. Алексеев стал одним из самых титулованных тренеров в СССР.
Следующие массовые присвоения звания произошли в 1957 году: в январе — по итогам Олимпийских игр 1956 года, осенью — к 40-летию Октябрьской революции.

### Статистика присвоений
На 1 января 1957 года звание получили 178 человек, на 1 января 1960 года — 282 человека, на 1 января 1975 года — 897 человек, к 1980 году — свыше 1100 человек.

## Первые заслуженные тренеры СССР в видах спорта

### 1956
В 1956 году числе первых ЗТ СССР были представители 18 видов спорта:
- лёгкая атлетика (список)
- гимнастика (список)
- конькобежный спорт (список)
- велосипедный спорт (список)
- лыжный спорт (список)
- борьба классическая (список)
- борьба вольная (список)
- тяжёлая атлетика (список)
- бокс (список)
- баскетбол (список)
- волейбол (список)
- хоккей (список)
- шахматы (список)
- плавание (список)
- гребля академическая (список)
- стрельба пулевая (список)
- стрельба стендовая (список)
- футбол (список)

В том же году звание было присвоено представителям ещё нескольких видов спорта.
- Гимнастика художественная (список) — Елизавета Облыгина (Свердловск), организатор (1945) и тренер секции при Дворце пионеров, подготовила чемпионку СССР 1954, 1955 Лилию Назмутдинову.
- Гребля на байдарках и каноэ (список) — Георгий Краснопевцев (Ленинград; ЗМС — 1947), подготовивший нескольких чемпионов СССР.
- Фехтование (список) — за победу женской сборной СССР на чемпионате мира (1956) звание получили её тренеры Виталий Аркадьев (Москва; ЗМС) и Иван Манаенко (Москва)[5].

### 1957
- Водное поло (список) — Виталий Ушаков (Москва; ЗМС — 1946, плавание) — старший тренер сборной СССР (с 1953) — бронзового призёра ОИ 1956.
- Конный спорт (список) — Григорий Анастасьев (Москва; ЗМС — 1950) — главный тренер сборной СССР и тренер по выездке (с 1954) — два 4-х места на ОИ 1956, в том числе в командном зачёте в выездке.
- Хоккей с мячом (список) — за победу на первом чемпионате мира (1957) звание получили: главный тренер сборной СССР Всеволод Виноградов (Москва), тренер сборной и старший тренер ЦДСА Владимир Меньшиков (Москва), старший тренер свердловского СКА Иван Балдин (Свердловск)[6].
- Самбо (список) — Иван Васильев (Ленинград; ЗМС — 1947), подготовивший нескольких чемпионов СССР.
- Теннис (список) — Эвальд Крее (Таллин) и Нина Теплякова (Москва; ЗМС — 1936), подготовившие по несколько мастеров спорта.

### 1958
- Фигурное катание на коньках (список) — Пётр Орлов (Ленинград) — тренер первых советских призёров ЧЕ («серебро» 1958) пары Нина и Станислав Жук.

### 1961
- Альпинизм (список) — 6 человек.

### 1962
- Городки — Николай Боев (Москва), подготовивший заслуженных мастеров спорта Виктора Дудакова (чемпион СССР 1950, неоднократный рекордсмен СССР) и Александра Богданова (чемпион СССР 1951—1956, неоднократный рекордсмен СССР).

## Лишение звания
Как и другие спортивные звания, звание ЗТ СССР могло быть снято за различные проступки.
Вероятно, наиболее известным случаем было лишение звания в 1969 году Анатолия Тарасова. В матче, определявшем чемпиона СССР по хоккею, в середине 3-го периода в знак протеста против незасчитанной шайбы Тарасов увёл команду ЦСКА, главным тренером которой он был, в раздевалку; незапланированная пауза в матче, на котором присутствовал Л. И. Брежнев, составила больше получаса.
Как позже вспоминал Тарасов, «На коллегии Спорткомитета Павлов предложил лишить меня звания заслуженного тренера СССР. Мол, есть указание сверху. Я ему ответил: „Не имеете права, потому что я воспитал 50 чемпионов мира, а заслуженного давали даже за одного“. Да и указания сверху никакого не было. Просто Павлов хотел выслужиться перед Брежневым, который его недолюбливал».
16 мая в «Советском спорте» под заголовком «За нарушение спортивной этики» появилась информация:

На заседании коллегии Комитета по физической культуре и спорту при Совете министров СССР А. В. Тарасову не хватило принципиальности и мужества для того, чтобы дать правильную оценку своим действиям, несовместимым с нормами поведения советского тренера-педагога.
Учитывая все эти обстоятельства, коллегия Комитета по физической культуре и спорту приняла решение лишить А. В. Тарасова почётного звания «Заслуженный тренер СССР».

Спустя несколько месяцев звание вернули.

## Материальные льготы
Постановлением Совета Министров СССР, ВЦСПС и ЦК ВЛКСМ от 2 августа 1988 года № 945 «О совершенствовании управления футболом, другими игровыми видами спорта и дополнительных мерах по упорядочению содержания команд и спортсменов по основным видам спорта» Госкомспорту СССР было разрешено вводить «надбавки к окладам за звание „Мастер спорта СССР“ в размере 10 рублей в месяц, за звание „Заслуженный мастер спорта СССР“, „Заслуженный тренер СССР“ или „Заслуженный тренер союзной республики“ в размере 20 рублей в месяц тренерам, состоящим на окладах» (по одному, высшему, званию).
После 1992 года в ряде государств, ранее входивших в состав СССР, звание «Заслуженный мастер спорта СССР» даёт такие же льготы, как и аналогичное звание этого государства. В Белоруссии 12 апреля 1996 года лица, имеющие звание «Заслуженный тренер СССР», были приравнены к лицам, удостоенным звания «Заслуженный тренер Республики Беларусь».